# Тиньковские Дворы
Тиньковские Дворы — деревня в Урицком районе Орловской области России.
Входит в состав Бунинского сельского поселения.

## География
Расположена по обеим сторонам автодороги, которая ответвляется от автомобильной дороги 54К-16: Орёл−Знаменское.
Просёлочная дорога, идущая от автодороги, образует единственную в Тиньковских Дворах улицу Русанова.

## Население
| 2010 |
| ---- |
| 1    |